# Albin Stenroos
Oskar Albinus (Albin) Stenroos (Vehmaa, 25 februari 1889 - Helsinki, 30 april 1971) was een Finse langeafstandsloper, die gespecialiseerd was in de marathon. Hij nam tweemaal deel aan de Olympische Spelen en won hierbij één gouden medaille.

## Loopbaan
Albin Stenroos werd op zijn eerste marathon in 1909 derde bij de nationale kampioenschappen. Daarna richtte hij zich alleen nog maar op kortere afstanden. De volgende marathon zou de olympische marathon in 1924 zijn.
Albin Stenroos kreeg bekendheid door het winnen van het Finse kampioenschap op de 10.000 m in 1910. Door de afwezigheid van zijn landgenoot Hannes Kolehmainen kon hij ook kampioen worden op de 5000 en 10.000 m in 1912. Hij won bovendien het Finse kampioenschap veldlopen in 1915.
Op de Olympische Spelen van Stockholm in 1912 veroverde Stenroos de bronzen medaille op de 10.000 m, die gewonnen werd door zijn landgenoot Hannes Kolehmainen. Hij werd zesde op het wereldkampioenschap veldlopen en zorgde dat het Finse team een tweede plaats behaalde.
In 1915 liep Stenroos zijn eerste wereldrecord op de 30 km in 1:48.11,6. Sinds 1923 had hij ook het record op de 20 km in handen met een tijd van 1:07.11,2.
Alhoewel hij al vijftien jaar geen marathon meer had gelopen, blonk Stenroos uit op de Olympische Spelen van Parijs in 1924 door een gouden medaille te winnen op de marathon in een tijd van 2:41.22, met bijna zes minuten voorsprong op de nummer twee.

## Titels
- Olympisch kampioen marathon - 1924
- Fins kampioen 5000 m - 1910
- Fins kampioen 10.000 m - 1910, 1912
- Fins kampioen veldlopen - 1915

## Persoonlijke records
| Afstand  | Tijd    | Jaar |
| -------- | ------- | ---- |
| 3000 m   | 8.54,1  | 1912 |
| 10.000 m | 32.21,8 | 1912 |
| marathon | 2:41.23 | 1924 |

## Palmares

### 10.000 m
- 1912:  OS - 32.21,8

### marathon
- 1909:  marathon van Helsinki - 3:03.54,1
- 1924:  marathon van Hyvinkää - 2:39.33
- 1924:  Olympic Trial in Hyvinkää - 2:39.33
- 1924:  OS - 2:41.22,6
- 1926:  Boston Marathon - 2:29.40 (te kort)
- 1928:  Olympic Trial in Helsinki - 2:37.05,6

1896: Spiridon Louis ·
1900: Michel Théato ·
1904: Thomas J. Hicks ·
1908: John Hayes ·
1912: Kenneth McArthur ·
1920: Hannes Kolehmainen ·
1924: Albin Stenroos ·
1928: Ahmed Boughéra El Ouafi ·
1932: Juan Carlos Zabala ·
1936: Sohn Kee-chung ·
1948: Delfo Cabrera ·
1952: Emil Zátopek ·
1956: Alain Mimoun ·
1960: Abebe Bikila ·
1964: Abebe Bikila ·
1968: Mamo Wolde ·
1972: Frank Shorter ·
1976: Waldemar Cierpinski ·
1980: Waldemar Cierpinski ·
1984: Carlos Lopes ·
1988: Gelindo Bordin ·
1992: Hwang Young-cho ·
1996: Josia Thugwane ·
2000: Gezahegne Abera ·
2004: Stefano Baldini ·
2008: Samuel Wanjiru ·
2012: Stephen Kiprotich ·
2016: Eliud Kipchoge ·
2020: Eliud Kipchoge ·
2024: Tamirat Tola
- Bibliothèque nationale de France: cb17069947p (data)
- International Standard Name Identifier: 0000 0004 5971 1261
- Virtual International Authority File: 576147605337357760008